# Albacken
Albacken is een plaats in de gemeente Bräcke in het landschap Jämtland en de provincie Jämtlands län in Zweden. De plaats heeft 53 inwoners (2005) en een oppervlakte van 29 hectare. De plaats ligt op een schiereiland, dat wordt omsloten door verschillende meren.

## Geboren
- Gunder Hägg, middellangeafstandsloper